# Herb gminy Olszówka
Herb gminy Olszówka – symbol gminy Olszówka, ustanowiony 19 kwietnia 2000.

## Wygląd i symbolika
Herb przedstawia na tarczy w polu błękitnym złote drzewo olszowe (nawiązujące do nazwy gminy) z wizerunkiem Matki Boskiej Częstochowskiej z kościoła w Umieniu. 